# Ein Mann für geheime Stunden
Ein Mann für geheime Stunden (Originaltitel: The Man from Elysian Fields) ist eine US-amerikanische Filmkomödie aus dem Jahr 2001. Regie führte George Hickenlooper, das Drehbuch schrieb Phillip Jayson Lasker.

## Handlung
Byron Tiller ist verheiratet und hat ein Kind. Er schreibt jahrelang an einem Roman, der bald nach seinem Erscheinen auf dem Wühltisch landet. Sein zweites Buch kommt beim Lektor seines Verlages nicht an, und er sucht verzweifelt einen Job, um sich und seine Familie über Wasser zu halten. 
In dieser Krise lernt er Luther Fox kennen, der ihm anbietet, in seiner Begleitagentur Elysian Fields zu arbeiten. Er willigt ein und kommt dadurch mit Andrea, der Ehefrau des erfolgreichen Autors Tobias Allcott, zusammen. Dieser ist todkrank und deshalb einverstanden, dass seine Frau auf diese Weise „versorgt“ wird. Bald muss Tiller auch dem Starautor bei seinem neusten Werk helfen. Es wird vereinbart, dass er offiziell als Mitautor genannt wird und 30 % der Einnahmen bekommt. Allcott stirbt vor der Veröffentlichung und sein Buch erscheint nur unter seinem Namen, da seine Witwe seinen guten Ruf aufrechterhalten will. 
Byron trennt sich von Andrea, muss aber feststellen, dass er auch seine Frau verloren hat, die hinter seine „Affäre“ gekommen ist. Um sich über Wasser zu halten, kellnert er nun im Restaurant eines Freundes. Durch das Umschreiben der Speisekarte gewinnt er die Freude am Schreiben zurück. Er verarbeitet die Trennung von seiner Frau in einem Roman, der großen Erfolg hat und die beiden wieder zusammenbringt.

## Kritiken
Roger Ebert schrieb in der Chicago Sun-Times vom 1. November 2002, der Film sei eine „seltene Komödie über Verhaltensweisen“ – geistreich, boshaft und weltgewandt. Er gehöre zu den besten Filmen des Jahres. Die Darstellung von Andy Garcia beweise Mut, weil er einen schwachen Charakter verkörpere. Ansonsten wurde der Film von der Kritik kaum beachtet.
Film-Dienst schrieb, der Film sei eine „charmante, gut gespielte Gesellschaftskomödie nach einem klug erdachten Drehbuch“. Er nutze „die üblichen Verwicklungen“, um „eigentliche Werte zu hinterfragen“.

## Hintergründe
Der Film wurde in Los Angeles, darunter in Hollywood, gedreht. Seine Produktionskosten betrugen schätzungsweise 6,5 Millionen US-Dollar. Die Weltpremiere fand am 13. September 2001 auf dem Toronto International Film Festival statt, dem einige weitere Filmfestivals folgten. Am 27. September 2002 kam der Film in eine Reihe ausgewählter Kinos der USA, in denen er ca. 1,4 Millionen US-Dollar einspielte. In einigen Ländern wie Kanada, Großbritannien, Schweiz und Frankreich wurde er direkt auf Video bzw. DVD veröffentlicht.